# المساطيل (فلم)
المساطيل هو فيلم دراما مصري من إخراج حسين كمال وبطولة ليلى علوي، محمود حميدة، حسن حسني، نجاح الموجي، أحمد ماهر وعزيزة راشد.

## نبذه
تدور أحداث الفيلم حول مجموعة من الشباب الضائع يلتقون في جلسات لتعاطي المخدرات، لكل منهم قصة، ولكنهم يشتركون في حدث واحد، وهو جريمة قتل أحد أصدقائهم، ومن أبرز أفراد المساطيل (نادية)، التي كانت تحب (سميرا)، ولكنه رفض الزاوج منها لفقرها، والأول (أحمد) العاجز جنسيا، الذي يعتقد أن المخدرات يمكن أن تشفيه، والثاني الباشكاتب (طلعت) المنحرف بإحدى المحاكم، والثالث (عباس) العاطل الذي يتزوج من صاحبة المقهى الثرية.

## طاقم العمل
- ليلى علوي بدور نادية بيجو
- محمود حميدة بدور سمير
- حسن حسني بدور طلعت الشوربجي
- نجاح الموجي بدور عباس النص
- أحمد ماهر بدور عزت إبراهيم
- عزيزة راشد بدور زينات

## أفيش الفيلم
أعترضت الرقابة على أفيش الفيلم حيث أعتبرته بانه دعوى للعامة على الإقبال على تعاطي المخدرات.

## وصلات خارجية
- مقالات تستعمل روابط فنية بلا صلة مع ويكي بيانات